# 古典馬克思主義
古典馬克思主義（英語：Classical Marxism），又称经典马克思主义，是卡爾·馬克思和弗里德里希·恩格斯在其著作中闡述的經濟學、哲學和社會學理論的主體，與正統馬克思主義、馬克思列寧主義和自管马克思主义形成對比。古典馬克思主義的核心概念包括異化、基礎和上層建築、階級意識、階級鬥爭、剝削、歷史唯物主義、意識形態、革命，以及生產力、手段、模式和生產關係。馬克思的政治實踐（理論的應用），包括他試圖在第一國際內部組織一個專門的革命機構，經常成為後來理論家的辯論領域。

## 理論

### 重要概念
古典馬克思主義的核心概念包括：
- 異化：馬克思指的是人與“人性”（Gattungswesen，通常翻譯為“物種本質”或“物種存在”）之間的異化。他認為異化是資本主義的系統性結果。在資本主義制度下，生產成果屬於僱主，僱主剝奪了他人創造的剩餘，從而產生了異化的勞動[2]。異化描述了一個人在資本主義中處境的客觀特徵——他們沒有必要相信或感覺到自己被異化。
- 基礎和上層建築：馬克思和恩格斯用「基礎結構」的概念來解釋這樣一種觀點，即人與人之間關於「他們存在的社會生產」的全部關係構成了經濟基礎，在此基礎上產生了政治和法律制度的上層建築。基礎對應於社會意識，包括宗教、哲學和其他主要思想。基礎條件是上層建築和社會意識。物質生產力的發展與生產關係的衝突引起社會革命，由此產生的經濟基礎的變化遲早會引起上層建築的轉變[3]。對馬克思來説，這種關係不是一個單向的過程，它是反射性的，基礎首先決定了上層建築，同時它仍然是一種社會組織形式的基礎，而這種組織形式本身在整個辯證過程中被轉化為一個要素。上層建築和基礎之間的關係被認為是辯證的，在某種意義上是不可言喻的，除非它在實際的歷史過程中在其物質現實中展開（科學社會主義旨在解釋並最終指導這一點）。
- 階級意識：階級意識是指一個社會階級所具有的對自身及其周圍社會世界的認識，以及在這種認識的基礎上爲自己的合理利益而行動的能力。因此，必須先達到階級覺悟，然後階級才能進行成功的革命。但是，其他的革命行動方法也被發展出來，如先鋒隊論。
- 剝削：馬克思指的是整個社會的一部分或一個階級被另一部分或另一個階級剝削。他認爲這是資本主義和自由市場的固有特徵和關鍵要素。資本家獲得的利潤是工人生產的產品的價值和工人收到的實際工資之間的差額，換句話說，資本主義的運作是基於支付工人低於他們勞動的全部價值，以使資本家階級能夠盈利。
- 歷史唯物主義：歷史唯物主義是由馬克思所首先提出的，雖然他自己從來沒有使用過這個術語。它以人類集體創造生活資料的方式尋找人類社會發展和變化的原因，從而通過經濟分析強調與社會經濟基礎共存的一切事物（如社會階級、政治結構、意識形態）。
- 生產資料：生產資料是勞動者用來製造產品的勞動資料和勞動主體的結合體。勞動資料包括機器、工具、設備、基礎設施，以及“人類藉以作用於勞動主體並改變勞動主體的一切東西”[4]。勞動的主體包括原料和直接取自自然界的材料。生產資料本身並不生產任何東西，生產的進行需要勞動力。
- 意識形態：在不給“意識形態”下一般定義的情況下[5]，馬克思在幾個實例中使用這個術語來指定生產的社會現實的圖像。恩格斯聲稱：「意識形態是一個由所謂的思想者有意識地完成的過程，這是真的，但帶有一種虛假的意識。推動他的真正動機對他來說仍然是未知的；否則它就不會是一個意識形態的過程。因此他想象出虛假的或表面上的動機。」[6]因爲統治階級控制着社會的生產資料，社會的上層建築以及它的統治思想將根據什麼是統治階級的最大利益來決定。正如馬克思在《德意志意識形態》中所宣稱：「統治階級的思想在每一個時代統治思想，即階級，它是社會的統治物質力量，同時也是社會的統治精神力量。」[7]因此，一個社會的意識形態是非常重要的，因爲它混淆了異化的羣體、能夠創造虛假意識，如商品拜物教（例如認爲勞動力是資本和導到人類生活的退化）。
- 生產方式：生產方式是生產力（包括人的生產資料和勞動力、工具、設備、建築物和技術、材料和經過改良的土地）和社會技術之間的生產關係（包括支配社會生產性資產的財產、權力和控制關係，往往被編纂成法律、合作勞動關係和聯合形式、人與人的勞動對象之間的關係和社會階級之間的關係）。
  - 資本家式生產方式往往名義上是合情合理的工資勞動，但實際上勞動者最初可能因受到欺騙或走投無路一事而選擇為資本家工作，而資本家往往只會給予勞動者遠遠少於維生所需的金錢的薪水並強迫其超時工作，如果勞動者拒絶，便可能會被執法部門以逃避上班為由拘捕，而且勞動者經常被逼為應付生活開支一事而向資本家借錢，因而淪為半奴隸（semi-slave），他們必須為還清債務而不斷工作，資本家亦可能會不給予勞動者 薪水並以勞動者需要抵債一事為藉口強迫他們在沒有得到薪金的情況下工作，並且以各種理由延後其工作期限，或者只提供勞動者 生活必需品卻把這些成本算作勞動者需要償還的債務，藉此迫使他們為償還債務一事而長期甚至永遠為資本家工作，又或者促使國家直接宣佈流浪為違法行為並判處流浪者 在沒有得到薪金的情況下長時間工作的刑罰，藉此迫使受罰者在沒有得到薪金的情況下為資本家工作，等等等等，這些方式包括債務奴役（debt bondage）、契約奴役（indentured servitude）及其他種類的無薪/過份低薪/具欺詐性/具強迫性的名義上的僱傭勞動，勞動者往往會因缺乏勢力一事而無力改變局面。
- 政治經濟學：“政治經濟學”一詞最初的意思是研究新生資本主義制度的民族國家組織生產的條件的學門。後來政治經濟學開始研究人類活動組織物質的機制和分配盈餘或赤字的機制，這是人類活動的結果。政治經濟學研究生產資料，特別是資本，以及它如何在經濟活動中表現出來。政治經濟學源自由資本主義的創立人亞當·斯密教授所創立的古典經濟學，而古典經濟學源自前古典經濟學。
- 庸俗經濟學：「庸俗經濟學」一詞被用以指稱所謂的資產階級學者專門研究如何為資產階級生產方式辯護的學門。
  - 資產階級生產方式存在於十八至十九世紀，當時普選權尚未出現，資產者通過本質上十分專制的資產階級民主制度控制議會。根據庸俗經濟學家所作的描述，資產者給予了無產者酬勞，因此無產者不應該被視為奴隸 而應該被視僅僅出售了其勞動力的自由勞動者，而且既然無產者受到僱傭，他們理應為資產者拼命工作，嚴酷的體罰等行為也被這些人説成是合乎情理的行為。庸俗經濟學家把資產階級生產方式描述為一種能夠使資產者及無產者和諧地合作以賺取各自應得的金錢的公平的生產方式[8]，但古典馬克思主義者聲稱在資產階級生產方式中，資產者不僅不關心產品的質素及數量而只關心現有商品的價格是否足以產生巨大的利潤，而且他們所給予的酬勞通常都是遠遠抵償不了無產者所付出的努力的[9]，例如在十九世紀 英國立法禁絶卡車系統（truck system）之前，很多資產者在發薪時以特定的票據代替錢幣，一般稱這種替代品為卡車工資（truck wage），這種行為迫使無產者在資產者所經營的公司商店（company store）中以這些票據換取生活用品而不能夠向其他商家購買商品，也不能夠積存錢幣，從而造成獨佔的局面，資產者不但能夠把競爭者排除在外，還能夠節省大量成本，而且由於公司商店壟斷了當地市場，因此它能夠隨意提高價格，導致無產者因被逼向其購買商品一事而負債累累，資產者便會乘機強逼其為還債一事而繼續為其工作，並且以償還債務為由苛扣其薪水，如果無產者拒絶這樣做，資產者便會以法律途徑懲罰無產者，故此無產者無法離職以尋找其他工作機會，雖然卡車系統在名義上仍然是自由的工資勞動，但是它實際上是一種強迫性勞動（forced labour），然而，庸俗經濟學家往往對此閉口不談，只會一直試圖美化資產階級生產方式並把責任歸咎於其他事物，例如他們聲稱導致經濟發展減緩的是所謂的資產家所奉行的主張以收取地租為主要收入的資產主義（Assetism）[10]，而沒有把問題歸因於現時的生產方式[11][12][13]。
  - 根據古典馬克思主義者所提出的説法，政治經濟學家往往會深入研究資本家式生產方式，而庸俗經濟學家只會研究價格及利潤等表面的事物，完全無視背後的生產力量、生產資料、生產制度、生產模式、生產關係及階級鬥爭等等，並且致力於把不建基於資產階級生產方式的制度描述為「人為的」制度和把建基於資產階級生產方式的制度描述為「自然的」、所有可能會存在的制度中最好的、將會永遠存在的制度[14]，以及聲稱商品及資本是絕對真實的事物，不論情況如何改變，它們始終如一，例如資本就是原料及廠房等被用來生產產品的物品，它們是中性的、能夠為人所用的、神聖不可侵犯的，只要向它們投入勞動量，便能夠使它們開展生產過程，而不是把資本視為勞動者所使用的工具[15]，庸俗經濟學家所提出的這種説法是商品拜物教式説法，此外，庸俗經濟學家大多認可奧地利派人士所創立的主觀價值論，他們聲稱價值的大小僅僅取決於主觀的想法，只要人們認為自己從交易中獲得了有多大價值的東西，多大的價值就會在其中被創造出來，故此透過自願地交易，社會總財富得以不斷增加[16]，但事實上庸俗經濟學家只了解事物的價格而非其價值，對他們來説，只要能夠確保勞動者願意繼續為資本家服務，他們便履行了自己的義務，發展了關於薩伊市場定律的理論的著名經濟學家讓-巴蒂斯特·賽伊被馬克思視為庸俗經濟學的代表人物，賽伊被認為是自任放任資本主義的創立人，芝加哥派被現今不少馬克思主義者認為是庸俗經濟學界中最能代表資產階級利益的正統學派，這些馬克思主義者聲稱庸俗經濟學理論是膚淺的和片面的，除了價格的高低之外 一無所知[17]。

### 關於階級的概念
馬克思認為階級認同是在與生產方式的關係中被配置的。換句話說，階級是與生產資料有類似關係的個人的集體（與更常見的觀念相反，即階級僅由財富決定，這種觀念是關於富裕階級、中康階級及貧窮階級的普遍觀念）。
馬克思描述了存在於資本主義社會中的幾個社會階級，主要包括：
- 無產階級：「那些出賣勞動力（從而增加產品價值）的人，在資本主義生產方式中，他們不擁有生產資料。」馬克思認為資本主義生產方式因工人的勞動力所產生的附加價值大於其工資一事而為資產階級剝削無產階級這一行為創造了條件。

- 資產階級：那些「擁有生產資料」並從無產階級購買勞動力並以工資作為報酬的人，藉着這一點剝削無產階級。

- - 資產階級又可分為大資產階級及小資產階級。小資產階級是那些僱用勞動者 但也可能自己工作的人。這些人可能是小業主、擁有土地的農民或貿易工人。馬克思預言小資產階級最終將會因生產資料的不斷革新而被消滅，其結果將是絕大多數小資產階級被迫轉向無產階級。馬克思也指出了存在流氓無產階級的事實，這是一個與生產資料完全脱節的社會階層。

馬克思將共產主義者描述為與被壓迫的無產階級分開的人。他聲稱共產主義政黨將成為團結無產階級的政黨。他亦聲稱他們是受過教育的革命者，能夠領導無產階級革命，幫助無產階級建立無產階級民主專政。根據馬克思所提出的説法，共產黨成員將支持無產階級發動反對資產階級的任何真正的革命。因此，共產黨成員幫助無產階級創造不可避免的無階級社會。

### 勞動價值論
古典馬克思主義的一個核心理論是勞動價值論，該理論把勞動分為具象勞動及抽象勞動。該理論認為商品具有四大屬性，即交換價值、使用價值、經濟價值及價格，並且認為商品的價值取決於生產該商品所須的社會必要勞動時間。
在創立勞動價值論之前，馬克思認可著名古典經濟學家大衛·李嘉圖所發展的労動價值論（Labour Theory of Value），該理論認為價值等同於生產價格，並且認為價值的源頭是直接勞動時間和把直接劳动视为财富的唯一源泉，馬克思由此得出一個結論： 資本主義制度會因生產方式全面自動化一事而導致直接劳动和直接劳动时间不斷受到壓縮，使得财富的创造越来越取决于科学技术的运用，一旦资本主义發展到只有零劳动的自动化生产的境界， 那么价值决定于直接劳动时间的原理就會失效，资本主义交换价值生产制度因而崩溃，但這一理論完全忽視其他形式的勞動所產生的作用及勞動所須的資源的存在性等等，事實上，直接劳动从来不是物质财富的唯一源泉，其中还包括自然界，而直接劳动从来不是价值的源泉，直接劳动时间更不是价值的唯一尺度，資本主義生產財富的基礎是抽象勞動，即使具象勞動被壓縮到最低點，只要抽象勞動仍然存在，資本主義生產機制就能夠繼續運作，直到撰寫《政治经济学批判·第一分册》時，馬克思才放棄了這一理論，轉而創立了勞動價值論及劳动二重性論。仍然以李嘉圖所認可的、已經被馬克思拋棄的労動價值論（而非馬克思所創立的勞動價值論）為理論基礎的意識型態被稱為馬克思原教旨主義，其仍然認為直接勞動是價值的唯一源頭，並且認為資本家式生產方式會因直接勞動的消失而崩潰，由此衍生出加速主義，主張促使資本家繼續推動自動化進程直到資本家式生產方式無法延續下去，這時便能夠發動革命以前進至社會主義階段，這與古典馬克思主義的主張十分不同。

### 關於歷史的理論
馬克思主義的歷史唯物主義理論認為社會從根本上是由任何特定時間的物質條件所決定的，這意味着人們為了滿足自己和家人的基本需要而相互之間建立的關係，例如為了自己和家人提供食物和衣服。總括來説，馬克思和恩格斯指出了西歐這些物質條件發展的五個連續階段。
- 原始共產主義社會
- 亞細亞生產方式社會
- 古代奴隸制社會
- 封建制社會
- 近代資產階級社會

然而，马克思在撰寫於1877年的信件〈給《祖國紀事》雜誌編輯部的信〉中，指出《資本論》的〈原始積累〉一章只是對西歐資本主義起源的一種歷史概述，決不能把它變成適用於一切民族國家的歷史哲學，如果有人要因此而認定一切民族都注定要走西歐資本主義的發展道路，那麼,“他這樣做，會給我過多的榮譽，同時也會給我過多的侮辱」。他強調在社會歷史研究過程中，只有對不同歷史環境中的歷史現象分別進行深入細緻的研究，然後再把它們加以比較，才能找到理解這種現象的鑰匙；如果使用一般歷史哲學理論這把萬能鑰匙，那是永遠達不到這種目的的，因為這種歷史哲學理論的最大缺陷就在於它本身是超歷史的。